# Micromelalopha troglodyta
Micromelalopha troglodyta är en fjärilsart som beskrevs av Ludwig Carl Friedrich Graeser 1890. Micromelalopha troglodyta ingår i släktet Micromelalopha och familjen tandspinnare. Inga underarter finns listade i Catalogue of Life.